# Laurentiuskerk (Rijnsburg)

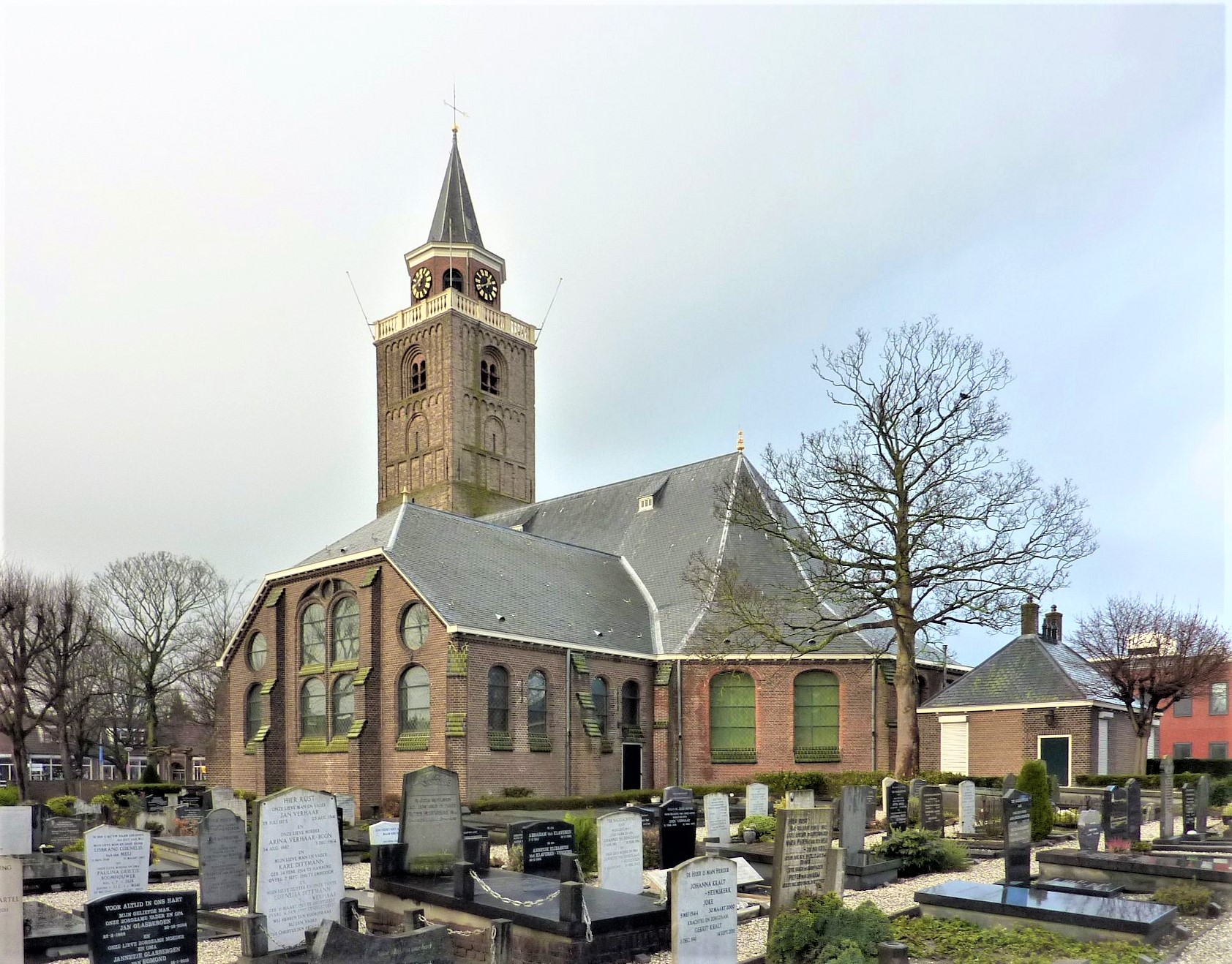
Die Laurentiuskirche

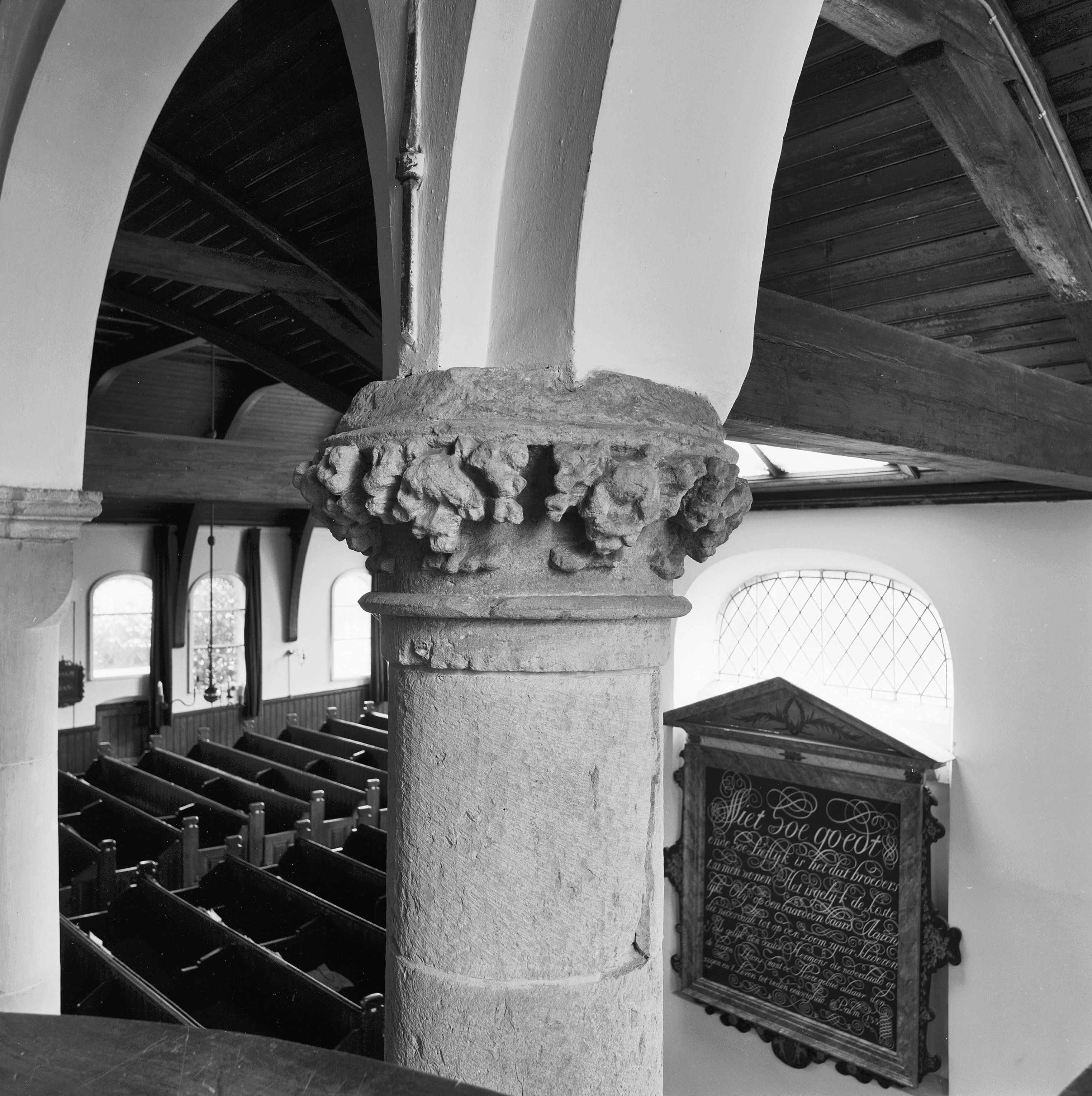
Erhaltenes Kapitell der ursprünglichen Abteikirche

Die Laurentiuskerk (deutsch Laurentiuskirche; auch Grote of Abdijkerk, deutsch Große oder Abteikirche) ist ein Kirchengebäude der  Protestantischen Kirche in den Niederlanden in Rijnsburg in der Provinz Südholland. Das Kirchenschiff sowie der Turm der Kirche sind als Rijksmonumente eingestuft.

## Geschichte
Die heutige evangelische Laurentiuskerk ist aus einer Abteikirche der Benediktinerinnen hervorgegangen. An einer im Jahr 975 durch Graf Dietrich II. gestifteten Kirche ließ Petronilla von Holland 1133 einen Konvent der Benediktinerinnen ansiedeln. Von der im 12. Jahrhundert errichteten dreischiffigen Abteikirche mit Kleeblattchor ist einzig der in Tuffstein ausgeführte mächtige Südturm der früheren Doppelturmfassade erhalten, der die Zerstörung des Klosters im Zuge der Reformation 1573/74 überstanden hat.
Dem 1578 wieder hergerichteten Langhaus der Kirche wurde 1633 ein nördliches Seitenschiff und 1660 ein Chorumgang hinzugefügt. Bei einem grundlegenden Umbau des Gotteshauses zwischen 1903 und 1923 wurden ein südliches Seitenschiff und zwei Querhausarme angebaut. Am Turmunterbau finden sich erhaltene Teile der alten Nonnenempore der romanischen Abteikirche.
Die Kirchengemeinde gehört zur 2004 geschaffenen unierten Protestantischen Kirche in den Niederlanden.

## Ausstattung
Die Orgel wurde 1975 durch die Orgelbaufirma van der Linden & Co. (Leiderdorp) erbaut, unter Wiederverwendung von Teilen der Vorgängerorgel aus dem Jahr 1924 (Orgelbau G. van Leeuwen, Leiderdorp) en in 1953 door diens zoon Willem van Leeuwen was gewijzigd. Das Schleifladen-Instrument hat 29 Register auf zwei Manualen und Pedal. Die Trakturen sind mechanisch.
- I Hauptwerk C-g3: Bourdon 16', Prestant 8', Holpijp 8', Octaaf 4', Gedekte fluit 4', Quint 2 2⁄3', Octaaf 2', Mixtuur IV-V, Cornet V (Diskant) 8', Trompet 8'
- II Schwellwerk C-g3: Flûte harmonique 8', Roerfluit 8', Flûte travers 8', Gamba 8', Vox céleste (ab c0) 8', Flûte octaviante 4', Gedekte fluit 4', Woudfluit 2', Terts 1 3⁄5', Nasard 1 1⁄3', Flageolet 1', Plein-jeu III-IV, Hobo 8', Tremulant
- Pedalwerk C-f1: Contrabas 16', Subbas 16', Prestant 8', Gedekt 8', Octaaf 4', Bazuin 16'.
- Koppeln: II/I, I/P, II/P